# メントール (ギリシア神話)

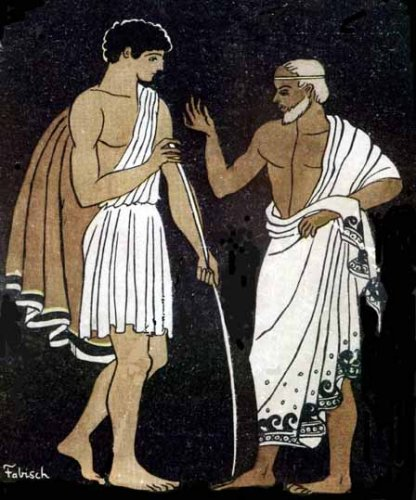
テーレマコスとメントール

 メントール （古希: Μέντωρ, Mentor）は、ギリシア神話の登場人物。アルキモスの息子。長母音を省略してメントルとも表記される。
ホメーロスの叙事詩『オデュッセイア』によれば、老年期にはオデュッセウスの友となり、乳兄弟のエウマイオスと共に、オデュッセウスがトロイア戦争に従軍した際に彼の館と、息子のテーレマコスを任された。
アテーナーがテーレマコスを訪ねた際、女神は彼の母ペーネロペイアへの求婚者の目を欺くためにメントールの姿に変身した。女神はテーレマコスに対し、メントールの姿を借りて、求婚者たちに立ち向かうよう激励し、また、国の外に出て彼の父に何が起こったのか確かめるよう告げた。オデュッセウスがイタケー島に戻った際もまた、アテーナーはメントールの姿で彼の館に姿を現す。

## メンタリング
メントールとテーレマコスの関係性や、アテーナーがその姿を借りて助言をし、苦境からの脱却を手助けしたことから、メントールの名前は英語のMentor（メンター）として、若年者や経験の少ない者に知識を伝え、広める役割を持つ人物を示す語となった。
この語の近現代における最初の用法は、フランスの作家フランソワ・フェヌロンによって1699年に出版されたLes Aventures de Télémaqueに見られる。この書物は18世紀に非常に著名となった作品で、メンター、メンタリングという語の現代の用法はこの書物までさかのぼることができる。